# Efraim (Biblia)
Efraim (héberül: אֶפְרָיִם) bibliai személy, József második fia, Izrael 12 törzse egyikének ősatyja.
Nagyapja, Jákob a halálos ágyán neki adta elsőrendű áldását annak ellenére, hogy Manassze volt az elsőszülött. Talán ez lehet az oka annak, hogy a késő héber költészetben Efraim törzsének neve egész Izráel szinonimájaként is előfordul.

## Efraim törzse

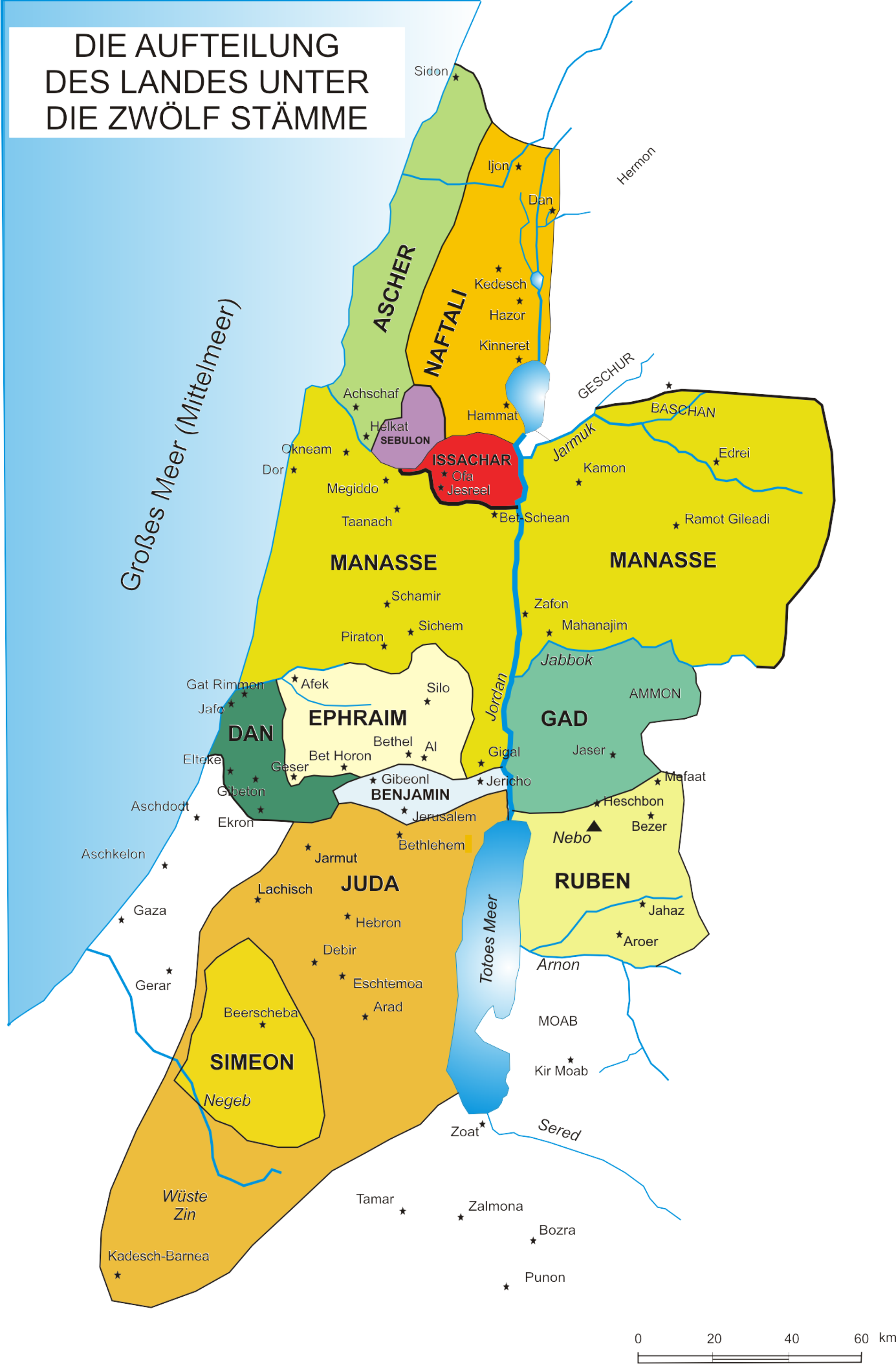
A honfoglalás után a 12 törzs területe

Mivel a papi szolgálatot ellátó Lévi törzse a kánaáni honfoglalás után nem részesült területben, de hogy a törzsi létszám továbbra is 12 maradjon, a léviták helyett Manassze és Efraim törzse emelkedhettek törzsi rangra.
A honfoglalás előtt 32 500 férfi tartozott ehhez a törzshöz.
Efraim utódai Kánaán középső részén kaptak birtokot. Hegy- és dombvidékes táj ez, de a földje  termékeny volt és akkor még erdős területek borították. Északon Manassze határolta, délen Benjámin törzse. 
A vallási központ, Siló az ő területükre került. Efraimhoz tartozott Szikhem (Sikhem) is mint menedékváros.
Józsué (az izraeliták vezetője Kánaán meghódítása idején) és I. Jeroboám (az Északi Izraeli Királyság első királya) is Efraim törzséből származott. A lévita Sámuel próféta Rámában, az itteni hegyvidékén született, és később is itt élt.